# Transparencia por Calvià
Transparencia por Calvià (TRxC) fue un partido político español formado en 2010, con sede en el municipio homónimo de la isla Balear de Mallorca. Su fundador y candidato a alcalde del municipio, Antonio Rami, fue portavoz municipal en el equipo de gobierno de Carlos Delgado Truyols, alcalde del partido popular, así como consejero del mismo partido en el equipo de Jaime Matas, en Palma de Mallorca, la capital de la isla. La presentación de esta agrupación política tuvo lugar en una rueda de prensa llevada a cabo en la localidad turística de Camp de Mar, donde se reveló el nombre del partido, y algunas de las características fundacionales sobre las que basará su candidatura.
Según Rami, una de las principales propuestas del partido consiste en la instauración de un modelo de política basado en la transparencia, tal y como sucede en países como Suecia, donde cualquier funcionario puede hacer entrega de documentos que no afecten a la intimidad de las personas y donde se celebran referendums cada año.
Una de las medidas que puso en funcionamiento, fue la publicación en todos los periódicos de Baleares de un anuncio en el que se solicitaban concejales altruistas, participativos y comprometidos para el municipio, por una remuneración de 1200€ al mes, y cuyo puesto sería compatible con otro trabajo. Al mismo tiempo, para luchar contra la estacionalidad que sufre el municipio en temporada baja, propone la necesidad de eximir el impuesto del pago de la cuota de la seguridad social a los empresarios contratantes, contando con un presupuesto de ocho millones de euros para financiarla en el caso de que dicha medida no fuese aceptada por la administración estatal.
Otra de sus actuaciones, consistió en la convocación de los ciudadanos de la localidad turística de Santa Ponsa en un acto cívico, consistente en arrancar toda la mala hierba que fuese posible del Paseo Calviá, donde más de 100 ciudadanos simpatizantes con el proyecto del partido se unieron y limpiaron un kilómetro de dicho paseo, recogieron la hierba en sacas y bolsas de jardinería y señalizaron las zonas peligrosas por roturas de vallas o mal estado del pavimento.